# Francesc Enrich Sellarès
Francesc Enrich Sellarès (Sant Salvador de Guardiola, 5 de desembre de 1904 - El Camp de la Bota, 18 de maig de 1939) fou un pagès i sindicalista català, alcalde de Sant Salvador de Guardiola en temps de la 2a República, que va ser afusellat pel franquisme.

## Biografia[calcitació]
D'origen rabassaire, va integrar-se a Unió Republicana i va participar en els fets del 6 d'octubre de 1934, per la qual cosa va ser empresonat. A l'esclat de la Guerra Civil va presidir el Comitè Antifeixista del poble, on també s'integraren altres rabassaires i membres de la CNT.
Un cop entrades les tropes franquistes a Catalunya, fou jutjat per un tribunal militar i afusellat al Camp de la Bota el 18 de maig de 1939.
El setembre de 2022 es va fer una jornada en record seu a Sant Salvador de Guardiola durant la qual s'instal·là una placa commemorativa a l'Ajuntament.